# Arata Fujiwara

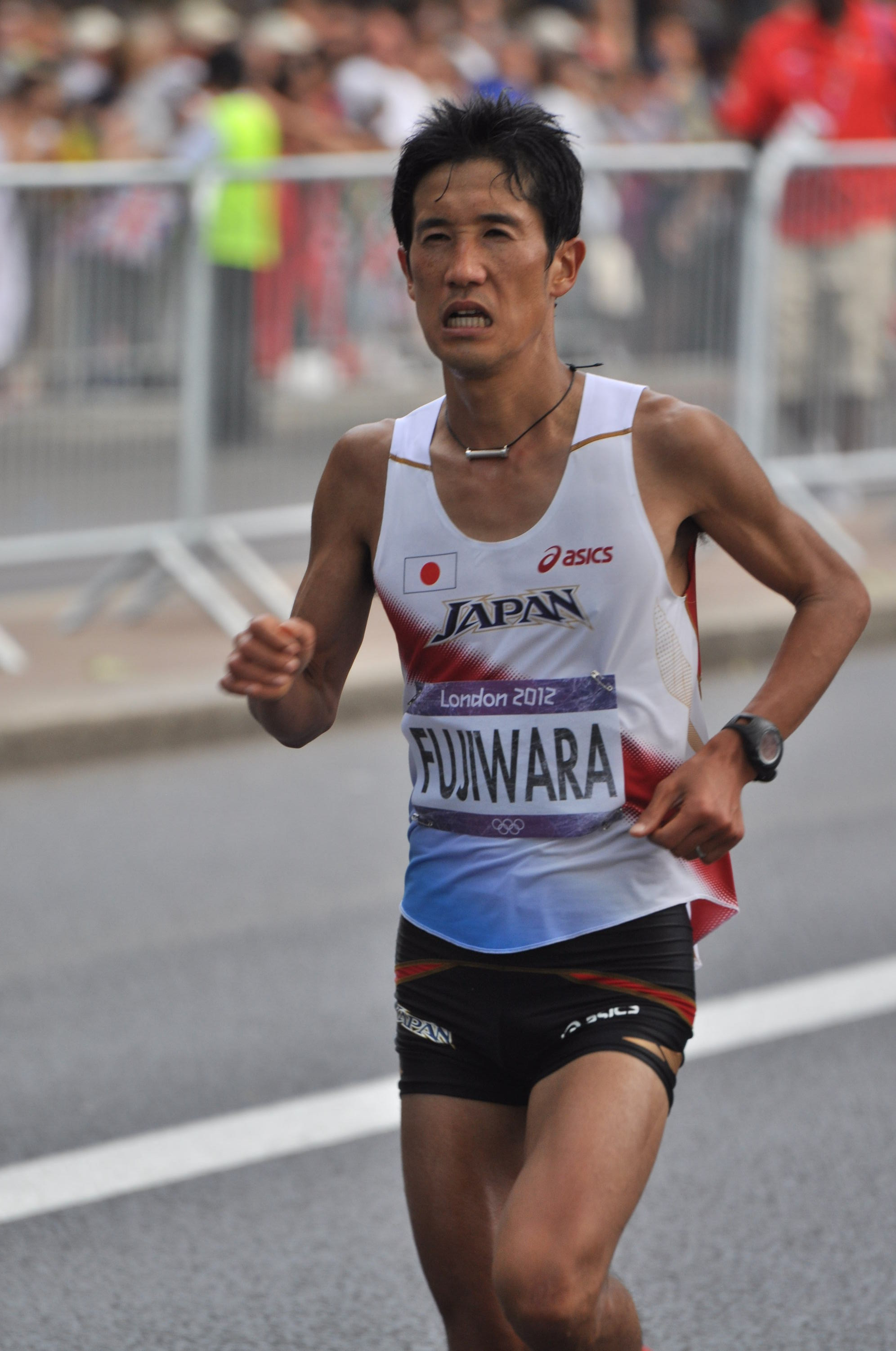
Arata Fujiwara bei den Olympischen Spielen 2012

Arata Fujiwara (jap. 藤原 新, Fujiwara Arata; * 12. September 1981 in Isahaya, Präfektur Nagasaki) ist ein japanischer Marathonläufer.

## Leben
2006 wurde er Sechster beim Kagawa-Marugame-Halbmarathon, brach aber kurz danach bei seinem Debüt über die 42,195-km-Distanz ein und kam beim Biwa-See-Marathon in 2:38:37 h auf den 85. Platz.
Im Jahr darauf wurde er hinter Viktor Röthlin Zweiter beim Tokio-Marathon in 2:08:40 h. Daraufhin wurde er für die Olympischen Spiele in Peking als Ersatzmann nominiert. Nach einem enttäuschenden Auftritt beim Chicago-Marathon, bei dem er auf den 16. Platz kam, wurde er zum Jahresende Dritter beim Fukuoka-Marathon in 2:09:47 h. 
Nachdem er bei den Leichtathletik-Weltmeisterschaften 2009 in Berlin lediglich auf den 61. Platz kam, wurde beim Tokio-Marathon 2010 bei stürmischem und eiskaltem Wetter Zweiter hinter Masakazu Fujiwara (mit dem er nicht verwandt ist) in 2:12:34 h. Beim Ottawa-Marathon stellte er dann mit 2:09:34 einen Streckenrekord auf.
Arata Fujiwara ist 1,67 m groß und wiegt 54 kg. Er absolvierte die Oberschule von Isahaya und die Takushoku-Universität. Seit 2004 startete er für das Firmenteam von East Japan Railway Company. Zum 31. März 2010 kündigte er diese Stelle, da ihm der vorgegebene Terminplan für Wettkämpfe zu einengend war, und startet seitdem als unabhängiger Athlet.

## Persönliche Bestzeiten
- Halbmarathon: 1:01:34 h, 5. Februar 2012, Kagawa-Marugame-Halbmarathon
- Marathon: 2:07:48 h, 26. Februar 2012, Tokio-Marathon